# 國際放射防護委員會
國際放射防護委員會（International Commission on Radiological Protection；ICRP）是從專家的角度研究核輻射對人體的傷害以及提出忠告和相關預防措施的非盈利國際學術組織。目前世界上很多國家依據ICRP的建議制定與核輻射有關的法令法規。
ICRP的前身是由國際放射聯合（International Society of Radiology）建立的國際X射綫和鐳保護委員會（International X-ray and Radium Protection Committee）。1950年改爲現有名稱。
現在ICRP的事務所設置在瑞典首都斯德哥爾摩。在加拿大首都渥太華設有研究機構。1974年ICRP提出了標準人體模型。

## 沿革
- 1928年 國際X射綫和鐳保護委員會（IXRPC）設立
- 1934年 首次發表輻射劑量表
- 1950年 改為現用名稱。修正輻射劑量表
- 1956年 修正輻射劑量表
- 1962年 發表最大容許輻射劑量値（Publ.6）
- 1965年 發表容許輻射劑量値（Publ.9）
- 1977年 發表輻射劑量当量限度値（Publ.26）
- 1990年 修正輻射劑量当量限度値（Publ.60）
- 2005年 成立第5專門委員会

## 組織
ICRP由一個主委員会和5個専門委員会構成。
- 第1専門委員会 輻射對人體的影響
- 第2専門委員会 輻射劑量
- 第3専門委員会 醫療中的輻射防護
- 第4専門委員会 委員会建議的適用
- 第5専門委員会 環境保護受到核污染

## 外部連結
- ICRP的官方网站（英語）